# Vitus Scheffer
Vitus Scheffer SJ (auch: Veit Scheffer; tschechisch Vít Scheffer; * 1648 in Wolkersdorf im Weinviertel, Österreich; † 13. Juni 1717 in Glatz, Grafschaft Glatz) war ein katholischer Theologe, Mathematiker und Philosoph. Er war Mitglied des Jesuitenordens und gilt als einer der fruchtbarsten Schriftsteller der Böhmischen Ordensprovinz. Seine Schriften umfassen zahlreiche philosophische und theologische Werke und einzelne aus dem Bereich der Mathematik und Astronomie. Er beherrschte mehrere Sprachen und war ein bekannter Prediger.

## Leben
Vitus Scheffer wurde im österreichischen Wolkersdorf geboren. Vermutlich wanderten seine Eltern in den Jahren nach seiner Geburt nach Mähren aus. Jedenfalls besuchte er die Volksschule in Brünn und von 1661 bis 1667 das dortige Jesuitengymnasium. Anschließend trat er in den Jesuitenorden ein und verbrachte sein Noviziat ebenfalls in Brünn. Danach repetierte er in Březnice die Humaniora. Ab Herbst 1670 studierte er am Prager Clementinum Philosophie bei Georg Firmius und Mathematik bei dem Jesuiten Johannes Hancke. Von 1673 bis 1675 unterrichtete er am Jesuitengymnasium im schlesischen Glogau, wo er zugleich Präfekt (praefectus chori) war.
Auf Empfehlung seines Lehrers Johannes Hancke, der seine mathematische Begabung erkannt hatte, studierte Scheffer 1675/76 wiederum in Prag, wo er sich ausschließlich mathematischen Studien widmen konnte. Diese schloss er 1676 mit der Verteidigung der von ihm vorgelegten Theses Mathematicae ab, die im jesuitischen Kolleg Clementinum gedruckt wurden. Von Herbst 1676 bis 1680 studierte er in Prag Theologie und verbrachte anschließend das Tertiat bei den Jesuiten in Teltsch. Die von ihm vorgelegte Arbeit Assertiones ex universa Aristotelis philosophia beinhaltet einen philosophischen Text.
Von 1681 bis 1682 unterrichtete er am jesuitischen Gymnasium in Olmütz, wo er zugleich die Kongregation Maria Opferung leitete. Die nächsten zwei Jahre wirkte er im Professhaus St. Nikolaus auf der Prager Kleinseite als Spiritual (Conversator), Festprediger und Beichtvater. Am Fest Mariä Lichtmess 1685 legte er das vierte jesuitische Gelübde (professus quatuor votorum) ab. Von 1684 bis 1687 hielt er an der Prager Universität einen Philosophiekurs ab, anschließend leitete er zwölf Jahre lang das Breslauer Jesuitenkolleg, wo er zugleich u. a. auch als Prediger wirkte.
Um 1690 gründete Scheffer in Breslau die „Academia Amoris“ (Akademie der Liebe), die 1697 vom Breslauer Bischof Franz Ludwig von Pfalz-Neuburg und 1699 vom Papst Innozenz XII. bestätigt wurde. Ihr Wirken fiel in die Zeit der katholischen Gegenreformation. Die Akademie, die bis 1708 bestand, war literarisch tätig. Die von ihr herausgegebenen Schriften sollten den Priestern Handreichungen für die Predigt und Unterweisungen für den Religionsunterricht geben.
Nach einer dreijährigen Tätigkeit als Prediger in Brünn war er ab 1702 bis zu seinem Tod 1717 am Glatzer Jesuitenkolleg tätig. Neben seiner schriftstellerischen Tätigkeit, für die er dort die erforderliche Zeit erhielt, war er zunächst Leiter der Bürgerkongregation, danach drei Jahre lang Sonntags- und Fastenprediger und von 1709 bis 1715 Geistlicher Berater (Exhortator domesticus) und Beichtvater, danach nur noch Beichtvater.
Vitus Scheffer war umfassend literarisch tätig. Er verfasste zahlreiche theologische, philosophische und einzelne mathematische und astronomische Werke. Viele davon wurden beim Verlag des Andreas Frantz Pega und dessen Nachfolger Caspar Rudolph Mueller in Glatz gedruckt.

## Werke

### Gedruckt in Glatz bei Andreas Frantz Pega (Auswahl)
- Frauen Zierd, oder vier Lobreden, welche vier Jahr nach ein ander, als von 1687 biss 1690 am Festag der heil. Wittib Elisabeth … gehalten worden. 1691
- Frauen-Bild, oder vier Lobreden, welche wiederumb vier Jahr nacheinander, als vom 1691 biss 1694 am Festag der Heil. Wittib Elisabeth … zu Bresslau … gehalten worden. 1698
- Handel und Wuerthschafft der heil. Frauen Hedwigis in vier Predigten, so an ihrem heiligen Fest-Tag seynd gehalten worden zu Liegnitz … von 1696. biss 1699. 1699
- Waitzen-Korn, so in der Erde erstorben und dann erstanden ist; oder, Das Leyden und Urständ Christi … 1699
- Die erlösete Menschlige Seel Durch JESUM CHRISTUM, Den Heylland der Welt/ Mit erlöseter Haubt= und Kayserligen Residentz- Statt Wienn in gewöhnlichen Sonntags= Predigten Von dem ersten Sonntag im Advent 1702 bis zu dem Allerheiligsten Namens= Tag JESU Zu schuldiger Ehr und Danck dem Erlöser wie auch sondern Trost und Nutz/ Der erlöseter Christenheit. 1702 Bey Pegen [Pega] durch Müllern Factor[2]
- Lob-Rede … Caroli V. … Hertzogens zu Lothringen … Als sein Leichnam zur Oesterlichen Zeit aus Tyrol erhoben, und nach Lothringen überbracht worden. Gehalten auf der Vestung Spiel-Berg, Anno 1700 … 1700[3]
- Lobpredigt vom heiligen Xaverius. 1703 (gehalten 1702 in der Kapelle von Grafenort)
- Der neu-gebohrne Koenig der Juden in Bethlehem angebettet von denen Weisen … 1704
- Ultima Coena Das Letzte Abendmahl, Oder Heyllsambe Predigten durch die Acht Täge des Allerheiligsten Fronleichnam-Fests. 1704
- Der Welt Heyland Jesus Christus … 1705
- Die unmenschliche Verraetherey der Menschen, durch welche … Christus Jesus ist zum Leyden und Tod uebergeben worden. 1705
- Heiliges Schauspiel/ An dem Leben und Tod Der Lieben Heiligen Gottes. 1706[4]
- Deus qui es sola quies. 1711
- Biblia immaculata. 1711–1722 (12 Bände) Typis Universitatis Carolo-Ferdinaneae (ab Bd. 7 erschienen die von Scheffler fertiggestellten Manuskripte erst nach seinem Tod.)
- Verbum in pulvere – das Wort im Staub, wodurch die angeklagte Sünderin erlöset worden; in gewöhnligen Fronleichnams-Predigten … erklähret.

### Gedruckt bei anderen Verlagen (Auswahl)
- Coelum poeticum, seu sphaera astronomica. Czernoch, Prag 1686
- Microcosmus academicus, seu, Homo mundanus: dictionibus academicis toto anni scholastici decursu ab inani mundanae gloriolae ambitu ad aeternam verae gloriae lauream deductus in celeberrima Universitate Pragensi. Sumptibus Balthasaris Joachimi Endteri, 1692
- Feyertag des H. Floriani, das ist, Zwey Lob-predigten zu Ehren dieses H. Martyrers und Vorbitters in Feuer-Nöthen gehalten. Franz Ignati Synapi, Brünn 1701
- Heilige Christ-Nacht : das ist: zwölff Auffmunterungen durch zwölff Stunden dieser Heiligen Nacht; zwölff Jahr nach einander gehalten zu Breßlau in der Kayserlichen Burg. Synapi, Brünn 1701
- Die erhoehete ertztine Schlange in der Wueste als eine deutliche Vorbildung unsers gecreutzigten Heylands Jesu Christi. Joseph Schloegel, Neisse 1703
- Ein ganzes Jahr Sonntag, Oder: Sinn- und geistreiche Predigten durch alle Sonntäg des ganzen Jahrs … Lochner, Nürnberg 1708[5]
- Hecatombe, seu Decem Decades Gnomarum Evangelicarum … Prag 1710[6]